# Крестьянская семья и развитие сельских районов в дельте Янцзы, 1350—1988 гг.
Крестьянская семья и развитие сельских районов в дельте Янцзы, 1350—1988 гг. (The Peasant Family and Rural Development in the Yangzi Delta, 1350—1988) — книга американского историка Филипа Хуана.
Грэм Джонсон (университет Британской Колумбии) в своей рецензии связывал концептуальную основу работы как с ранними исследованиями Ф. Хуана в области аграрной истории Северо-Китайской равнины, так и введением им концепции «роста без развития» и аграрной инволюции. Имеющийся у Ф. Хуана фактологической материал рассматривается с двух методологических подходов — марксистского А. В. Чаянова и неолиберального К. Гирца.